# Károlyháza
Károlyháza è un comune di 553 abitanti situato nella contea di Győr-Moson-Sopron, nell'Ungheria nordoccidentale.